# Сивообраза летећа веверица
Сивообраза летећа веверица (лат. Hylopetes lepidus, енгл. Gray-cheeked flying squirrel) је сисар из реда глодара и породице веверица (Sciuridae). 

## Распрострањење
Ареал врсте је ограничен на мањи број држава. Врста је присутна у Малезији, Индонезији и Брунеју.

## Станиште
Станиште врсте су шуме. Врста је присутна на подручју острва Борнео, Јава и Суматра у Индонезији.

## Угроженост
Подаци о распрострањености ове врсте су недовољни.